# Дарден, Кристин
Кристин Дарден (урождённая Кристин Манн, род. 10 сентября 1942, Монро, Северная Каролина) — американский математик, аналитик данных и авиационный инженер, посвятившая большую часть своей 40-летней карьеры в области аэродинамики в НАСА исследованию сверхзвукового полета и звуковых ударов. У неё была степень магистра математики, и она преподавала в Университете штата Вирджиния, прежде чем в 1967 году начала работать в Исследовательском центре Лэнгли. Кристин получила степень доктора технических наук в Университете Джорджа Вашингтона в 1983 году и опубликовала множество статей в своей области. Она была первой афроамериканкой в Исследовательском центре НАСА в Лэнгли, получившей повышение до старшего руководящего звена, высшего ранга на федеральной государственной службе.
Дарден — одна исследовательниц, представленных в книге 2016 года Марго Ли Шеттерли «Скрытые фигуры: американская мечта и нерассказанная история чернокожих женщин-математиков, которые помогли выиграть космическую гонку», истории некоторых влиятельных афроамериканских женщин-математиков и инженеров в НАСА в середине XX века.
В 2019 году Дарден была награждена Золотой медалью Конгресса.

## Ранняя жизнь и карьера
Кристин Манн родилась 10 сентября 1942 года в семье школьной учительницы Десмы Л. Чейни и страхового агента Ноа Хораса Манна-старшего в Монро, Северная Каролина. Оба родителя призывали её получить качественное образование. Начиная с трёх лет мать приводила Дарден в класс, где она преподавала, а в четыре года Дарден отдали в детский сад. В начальной школе Дарден очень интересовалась разборкой и восстановлением механических объектов, таких как её велосипед. Дарден закончила последние два года начальной школы в Allen High School, школе-интернате в Эшвилле, Северная Каролина.
Она выпустилась с отличием в 1958 году, впоследствии получив стипендию для обучения в Хэмптонском университете, исторически чёрном учебном заведении, тогда известном как Хэмптонский институт. Во время учёбы в Хэмптоне она участвовала в некоторых из первых протестов Движения за гражданские права. Вместе со своими чернокожими сверстниками она участвовала в нескольких студенческих сидячих забастовках. Манн окончила Хэмптон со степенью бакалавра математики в 1962 году. Она также получила сертификат преподавателя и некоторое время преподавала математику в средней школе.
В 1963 году Манн вышла замуж за Уолтера Л. Дардена-младшего, учителя естественных наук в средней школе. В 1965 году она стала научным сотрудником в Государственном колледже Вирджинии, изучая аэрозольную физику. В этом колледже Дарден в 1967 году получила степень магистра и преподавала математику.
В том же году она была нанята НАСА в качестве аналитика данных в Исследовательском центре Лэнгли. Дарден начинала в «компьютерном пуле», выполняя расчёты как компьютер для инженеров. Она начала автоматизировать процесс, написав компьютерные программы.
После перехода к авиационным исследованиям в 1973 году Дарден была повышена своим начальником Джоном В. Беккером до должности аэрокосмического инженера. До этого её чуть не уволили. Её ранние открытия, сделанные в 1960-х и 1970-х годах, привели к революции в дизайне аэродинамики для создания низкочастотных звуковых эффектов. В 1983 году Дарден получила степень доктора технических наук в Университете Джорджа Вашингтона (при поддержке НАСА) и стала известна благодаря своим исследованиям как «один из выдающихся экспертов НАСА по сверхзвуковым полётам и звуковым ударам».
В 1989 году Дарден была назначена руководительницей группы Sonic Boom, дочерней компании программы высокоскоростных исследований (HSR). Она стала первой афроамериканкой в Лэнгли, получившей повышение до высшего руководящего звена на федеральной государственной службе. В команде она работала над проектами по уменьшению негативных последствий звуковых ударов, таких как шумовое загрязнение и истощение озонового слоя. Её команда испытала новые конструкции крыла и носовой части сверхзвукового самолёта. Она также разработала компьютерную программу для имитации звуковых ударов.
Программа в феврале 1998 года была отменена правительством «без фанатизма и объявления в прессе». В реферате 1998 года, опубликованном Дарден, программа описывается как сосредоточенная на «технологиях, необходимых для разработки экологически чистого и экономически жизнеспособного высокоскоростного гражданского транспорта [HSCT]». Дарден написала более 50 статей в области авиационного проектирования, специализируясь на сверхзвуковом потоке и конструкции закрылков, а также на прогнозировании и минимизации звуковых ударов.
В марте 2007 года Дарден ушла из НАСА с поста директора Управления стратегических коммуникаций и образования.

## «Человеческие компьютеры» НАСА
В 1935 году первые афроамериканские женщины-математики были наняты в качестве людей-компьютеров в НАСА. «Человеческие компьютеры» выполняли расчёты для поддержки исследований полёта самолётов, а затем и ракет. Поскольку многие мужчины во время Второй мировой войны сражались за границей, больше возможностей для трудоустройства было предоставлено как белым, так и афроамериканским женщинам. Поскольку в штате Вирджиния, где располагался Исследовательский центр Лэнгли, была расовая сегрегация, на объекте, который находится недалеко от Хэмптона, соблюдались законы Джима Кроу, и последний компьютерный пул стал известен как «Компьютеры Западной области» в связи с отделением их офиса. Ситуация изменилась после принятия Закона о гражданских правах 1964 года, запретившего сегрегацию.
Коллектив, которому когда-то было поручено обрабатывать множество собранных данных лётных испытаний, к 1940-м годам приобрёл репутацию «человеческих компьютеров», которые были необходимы для работы НАСА. В 1950-х и 1960-х годах большое количество этих женщин получило возможность продвинуться в качестве техников и инженеров.

## Награды
В 1985 году Дарден получила награду За технические достижения от Национальной технической ассоциации. 1987 году она получила премию Кандакия от Национальной коалиции 100 чернокожих женщин. Она получила три Сертификата за выдающиеся достижения от Исследовательского центра Лэнгли: в 1989, 1991 и 1992 годах.
28 января 2018 года Дарден получила Presidential Citizenship Award в Хэмптонском университете в знак признания её вклада и службы.
Дарден получила почётную степень Университета штата Северная Каролина 19 декабря 2018 года.
Дарден также получила почётную степень Университета Джорджа Вашингтона 19 мая 2019 года.
В 2019 году Дарден была награждена Золотой медалью Конгресса.
Прочитала почётную лекцию на MathFest 2021.